# 雲飛
雲飛（1987年8月27號—），中國男歌手。

## 簡歷
2025年，參加《歌手2025》。

## 音樂作品

### 專輯
- 《雲飛傳說》[1]